# Rosa Virgínia Mattos e Silva
Rosa Virgínia Barreto de Mattos Oliveira e Silva (Salvador, 27 de julho de 1940 – 16 de julho de 2012) foi uma linguista histórica baiana, pioneira e uma das autoridades no estudo da história da Língua Portuguesa no Brasil.

## Formação
Graduada em Línguas Anglo Germânicas, pela Universidade Federal da Bahia em 1961, Rosa fez mestrado em Letras, pela Universidade de Brasília, em 1965 e obteve o doutorado em Linguística pela Universidade de São Paulo, em 1971.
Foi ainda durante sua graduação que Rosa se interessou pelas raízes históricas da língua portuguesa. Em suas décadas de dedicação ao ensino e à pesquisa, Rosa foi considerada uma "arqueóloga da língua", onde descreveu minuciosamente a história do idioma, tanto no Brasil quanto em Portugal, seguindo as origens desde a Idade Média até os dias atuais. Dedicou-se a estudar não apenas as origens do idioma, mas também trabalhou com Sociolinguística e a Dialetologia.
Rosa acreditava que ao contribuir para a história da Língua Portuguesa, ela contribuiria também para o ensino da mesma em sala de aula e na alfabetização e que a pesquisa acadêmica não podia ficar distante das escolas. Em uma entrevista, Rosa assim disse:
| “ | Olha, muita gente está alfabetizando pelo Brasil e poucos se dedicam ao passado da língua portuguesa. No meu caso, tanto posso alfabetizar, como pesquisar o português do período arcaico. | ” |

Foi Professora Titular e Emérita da Universidade Federal da Bahia (UFBA) e pesquisadora nível 1A do CNPq, atuando na graduação e na pós-graduação. Fundou o Programa de Pós-Graduação em Letras e Linguística da UFBA. Publicou mais de 60 artigos em revistas brasileiras e estrangeiras, produzindo também 18 livros e 40 capítulos de livros, muitos publicados em Portugal. Dedicou-se com afinco à criação do Programa para a História da Língua Portuguesa (PROHPOR), da UFBA, que reúne pesquisadores das mais variadas tendências linguísticas, cujo objetivo principal é o estudo da constituição histórica da língua portuguesa, desde o período arcaico, a partir do século XVI, para a investigação do português brasileiro.
Rosa fez parte da equipe editorial de diversos periódicos, como a Alfa Revista de Lingüística. Alguns de seus livros são considerados leitura obrigatória na área de Linguística e Linguística Histórica, tanto no Brasil quanto em Portugal.

## Morte
Rosa faleceu poucos dias antes de seu aniversário, aos 71 anos, em 16 de julho de 2012, em Salvador.

## Principais publicações
- O português arcaico, uma aproximação. 1. ed. Lisboa: Imprensa Nacional Casa da Moeda, 2008. v. 2. 1098 páginas.
- Caminhos da lingüística histórica. São Paulo: Parábola, 2008. 206 páginas.
- O português arcaico: fonologia, morfologia e sintaxe. 1. ed. Sâo Paulo: Editora Contexto, 2006. v. 1. 203 páginas.
- O português são dois: novas fronteiras, velhos problemas. São Paulo: Parábola, 2004. 151 páginas.
- Contradições no ensino do português. A língua que se fala X a língua que se escreve. São Paulo/Salvador: Contexto/EDUFBA, 1995. 98 páginas.

## Links
- PROHPOR
- Currículo Lattes